# Breitenthal (Schwaben)

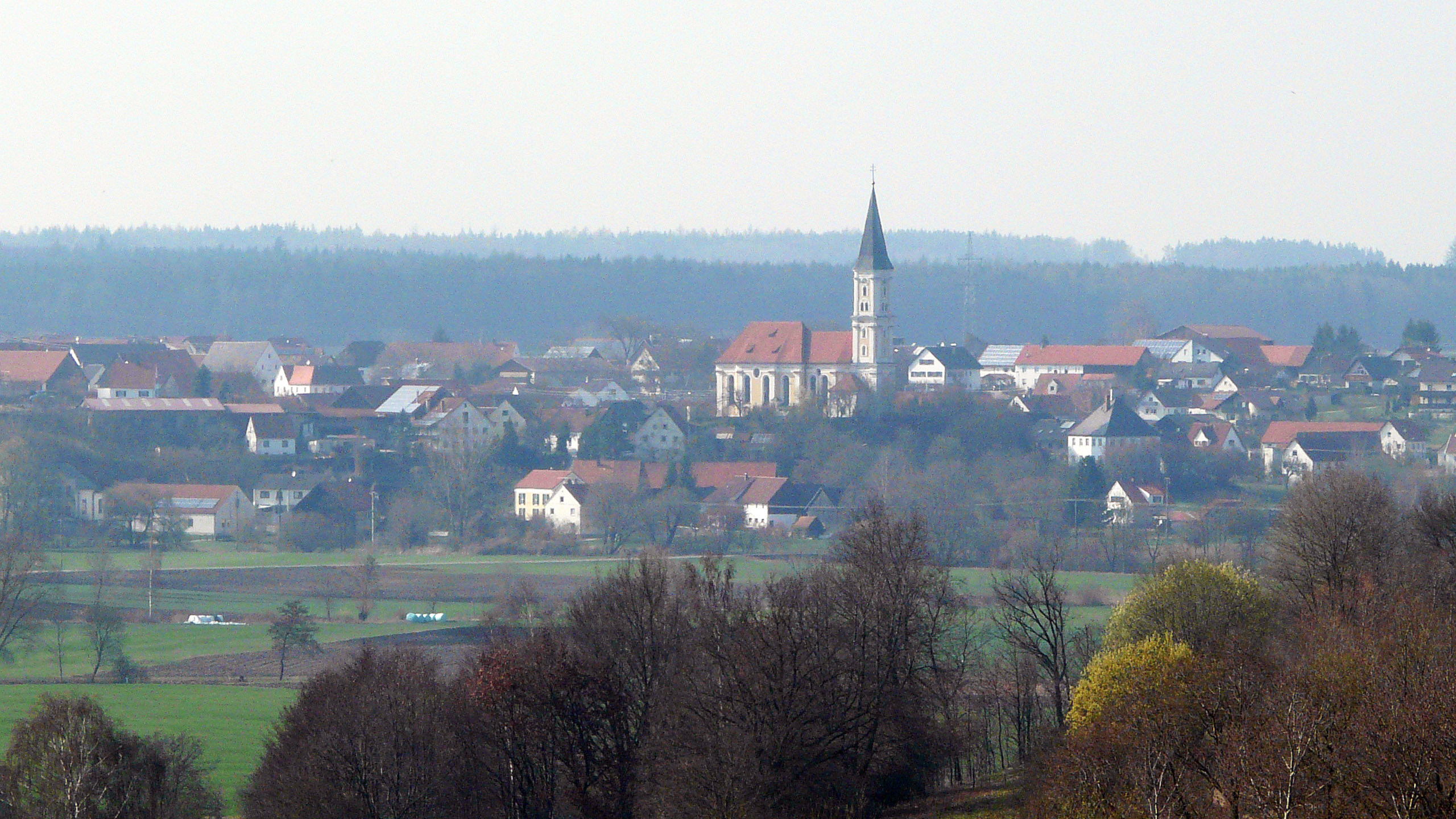
Breitenthal von Südosten

Breitenthal ist eine Gemeinde im schwäbischen Landkreis Günzburg und Mitglied der Verwaltungsgemeinschaft Krumbach.

## Geografie
Die Gemeinde liegt in der Region Donau-Iller.
Es gibt drei Gemeindeteile (in Klammern ist der Siedlungstyp angegeben):
- Breitenthal (Pfarrdorf)
- Nattenhausen (Pfarrdorf)
- Oberried (Kirchdorf)

Es gibt die Gemarkungen Breitenthal und Nattenhausen.

## Geschichte

### Bis zur Gründung der Gemeinden
Breitenthal wurde im Jahr 1105 nach heutigem Sachstand erstmals als Stiftungsgut des Reichsstifts Kloster Roggenburg erwähnt. Nattenhausen gehörte bis 1492 zur Markgrafschaft Burgau und kam im 16. Jahrhundert zum Hochstift Augsburg. Seit dem Reichsdeputationshauptschluss von 1803 gehört der Ort zu Bayern. Im Zuge der Verwaltungsreformen in Bayern entstanden mit dem Gemeindeedikt von 1818 die Gemeinden Breitenthal und Nattenhausen.

### Eingemeindungen
Im Zuge der Gebietsreform in Bayern wurde am 1. Mai 1978 die Gemeinde Nattenhausen eingegliedert.

### Einwohnerentwicklung
| Jahr      | 1961 | 1970 | 1987 | 1991 | 1995 | 2000 | 2005 | 2010 | 2015 | 2019 |
| Einwohner | 945  | 995  | 954  | 1064 | 1156 | 1221 | 1284 | 1220 | 1220 | 1244 |

(Stand: 31. Dezember 2019)
Zwischen 1988 und 2019 wuchs die Gemeinde von 1004 auf 1244 um 240 Einwohner bzw. um 23,9 %.

## Politik

### Gemeinderat und Bürgermeister
Der Gemeinderat hat zwölf Mitglieder. Bei der Kommunalwahl am 15. März 2020 entfielen auf die Freie Wählergemeinschaft Breitenthal sieben Sitze (58,3 %); auf die Freie Wählergemeinschaft Nattenhausen entfielen fünf Sitze (41,7 %).
Erste Bürgermeisterin ist Gabriele Wohlhöfler (* 1963) (Freie Wählergemeinschaft). Diese wurde im Jahr 2002 Nachfolgerin von Urban Lecheler (Freie Wählergemeinschaft). Bei der Kommunalwahl am 15. März 2020 wurde sie mit 84,8 % der Stimmen für weitere sechs Jahre im Amt bestätigt.
Bei der konstituierenden Sitzung am 11. Mai 2020 wurde erstmals in der Ortsgeschichte ein Dritter Bürgermeister gewählt. Nach langer Amtszeit übergibt Reiner Stohr das Amt des zweiten Bürgermeisters an Günter Klughammer, welcher einstimmig gewählt wurde. Dritter Bürgermeister wird Thomas Burghard.

### Wappen

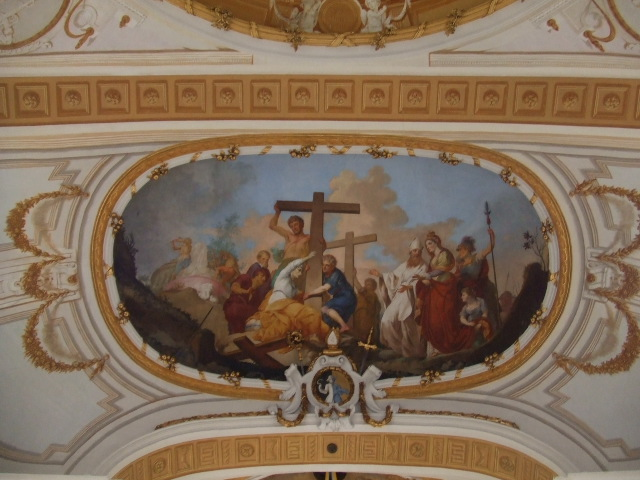
Pfarrkirche Heilig Kreuz, Deckenfresko von Konrad Huber

| Wappen von Breitenthal (Schwaben) | Blasonierung: „Über grünem Dreiberg gespalten von Rot und Silber, vorne drei goldene Roggenähren, hinten ein blauer Wellenbalken“ |
| Wappen von Breitenthal (Schwaben) | Wappenbegründung: Die Gemeinde Breitenthal besteht aus den ehemals selbstständigen Gemeinden Breitenthal und Nattenhausen. Das Gemeindewappen will auf die Geschichte beider Orte eingehen. Breitenthal wird 1105 zum ersten Mal erwähnt. Der Ort gehörte zu den Stiftungsgütern von Kloster Roggenburg, das um 1130 gegründet wurde. 1426 kamen das Patronat und die Vogtei über die Kirche von Nattenhausen an das Kloster. Die vordere Schildhälfte ist dem Roggenburger Kanzleisiegel entnommen. Die Roggenähren und der grüne Dreiberg versinnbildlichen außerdem die ländliche Umgebung der Gemeinde. Nattenhausen gehörte bis 1492 zur Markgrafschaft Burgau. Im 16. Jahrhundert kam der Ort an das Hochstift Augsburg. Die Farben Rot und Silber weisen darauf hin. Der Wellenbalken stellt die Günz dar, die durch das Gemeindegebiet fließt. Dieses Wappen wird seit 1983 geführt. |

## Kultur und Sehenswürdigkeiten
- Katholische Pfarrkirche Heilig Kreuz, erbaut 1785/1786 unter dem Roggenburger Abt Gilbert Scheyerle nach Plänen von Joseph Dossenberger, mit barocker Ausstattung und Deckenfresken des schwäbischen Barockmalers Konrad Huber. Ende 2019 begann eine umfangreiche Renovierung der Pfarrkirche, die am 10. September 2021 wiedereröffnet werden konnte.[10][11]
- Pfarrhaus
- Oberrieder Weiher, größter Baggersee im bayerischen Schwaben

## Wirtschaft und Infrastruktur

### Wirtschaft
Es gab 2018 nach der amtlichen Statistik im produzierenden Gewerbe 45 und im Bereich Handel und Verkehr keine sozialversicherungspflichtig Beschäftigten am Arbeitsort. In sonstigen Wirtschaftsbereichen waren am Arbeitsort 17 Personen sozialversicherungspflichtig beschäftigt. Sozialversicherungspflichtig Beschäftigte am Wohnort gab es insgesamt 535. Im verarbeitenden Gewerbe gab es einen Betrieb, im Bauhauptgewerbe drei. Im Jahr 2016 bestanden zudem 26 landwirtschaftliche Betriebe mit einer landwirtschaftlich genutzten Fläche von 780 ha, davon waren 506 ha Ackerfläche.

### Bildung
Im Jahr 2020 gab es einen gemeindlichen Kindergarten mit 55 Plätzen, in dem 39 Kinder in zwei Gruppen von acht Fachkräften betreut und gefördert werden.

## Persönlichkeiten
- Karl Ganser (1937–2022), Geograph und Stadtplaner
- Robert Naegele (1925–2016), Schauspieler, Schriftsteller und Hörspielautor